# André Werther
André Werther (* 11. August 1967) ist ein ehemaliger deutscher Fußballspieler.

## Werdegang
Werther bestritt in der Saison 1988/89 für die Mannschaft Hallescher FC Chemie sechs Spiele in der DDR-Oberliga. Sein erster Punktspiel-Einsatz für den HFC Chemie war Mitte Oktober 1988, als er bei einem Auswärtssieg gegen den 1. FC Union Berlin in Halles Anfangself stand. Werther spielte beim HFC Chemie an der Seite von Dariusz Wosz und René Tretschok. In der Saison 1989/90 stand der Verteidiger und Mittelfeldspieler im Aufgebot von Chemie Buna Schkopau in der Staffel B der DDR-Liga, der zweithöchsten Spielklasse der Deutschen Demokratischen Republik.
Anfang der 1990er Jahre spielte Werther im Amateurbereich für den Wedeler TSV in der Hamburger Landesliga. 1997 verließ er Wedel und spielte fortan ebenfalls im Großraum Hamburg für den Oberligisten SV Halstenbek-Rellingen, verließ die Mannschaft 1999 und wechselte zum Hamburger Verein Rissener SV. Im Sommer 2001 wechselte Werther aus Rissen zum Bezirksligisten TSV Holm, verließ die Mannschaft aber nach kurzer Zeit wieder.